# بلکرست (ویسکانسین)
بلکرست (به انگلیسی: Belcrest) یک منطقهٔ مسکونی در ایالات متحده آمریکا است که در بلرویت واقع شده‌است. بلکرست ۲۶۷٫۰۱ متر بالاتر از سطح دریا واقع شده‌است.